# Liste von Handfeuerwaffen-Munitionsarten
Die Liste von Handfeuerwaffen-Munitionsarten zeigt die für Handfeuerwaffen existierenden Patronen, die auch in der Kategorie:Patronenmunition geführt werden.
Hinweise zu der Liste:
- Warnung: Die Daten in den Artikeln sind nicht als verlässlich anzusehen, da häufig Verwechselungen zwischen SI-Einheiten und angloamerikanischen Maßen vorkommen. Diese sind in den Quellen nicht immer eindeutig nachvollziehbar. Offizielle Dokumente finden sich in den hinterlegten CIP-Datenblättern der Commission Internationale Permanente pour l’Epreuve des Armes à Feu Portatives.
- Waffenarten: Die Zuordnung nach Waffenarten kann Überschneidungen haben, da einige Büchsen auch Revolver- oder Pistolenmunition, einige Pistolen auch Revolver- oder Büchsenmunition und einige Revolver auch Pistolenmunition verwenden.
- Größere Kaliber für andere Waffen finden sich in der Kategorie:Geschützmunition.
- Synonyme sind zu zahlreichen Patronen bekannt und werden üblicherweise in den Artikel benannt. Im Zweifel kann man die C.I.P. Liste der synonymen Kaliber (Stand 2001) konsultieren.

## Büchsenmunition

### Büchsenmunition in Zoll
Diese Angaben werden hauptsächlich im anglo-amerikanischen Sprachraum verwendet. Die Angabe des Nominalkalibers erfolgt in Dezimalbruchteilen eines Zolls (2,54 cm). .50 entspricht daher 0,50 × 2,54 cm = 1,27 cm; .30 dem weitverbreiteten Kaliber 7,62 mm (0,762 cm). Um verschiedene Patronen mit demselben Durchmesser zu unterscheiden, wird eine weitere Stelle angefügt. Beispielsweise ist die Patrone .308 Winchester (= 7,62 × 51 mm) nicht für Läufe im rechnerischen Kaliber 0,308 × 2,54 cm = 0,7823 cm vorgesehen, sondern die Ziffer 8 dient der Unterscheidung zu anderen Patronen im Kaliber 7,62 mm.
| …bis .299 | .300 bis .359 | .360 bis .449 | .450 bis … |
| --- | --- | --- | --- |
| - .17-223 - .17 Hornady Magnum Rimfire (HMR) => CIP - .17 Hornet (17 Ackley) => CIP - .17 Libra (CZ) => CIP - .17 Mach 2 => CIP - .17 Remington (4,38 × 45,62 mm) => CIP - .17 Rem. Fireball => CIP - .17 WSM => CIP - .17 Hornet - .19 Calhoon Hornet - .204 Ruger => CIP - .218 Bee - .22 kurz (5,72 × 10,69 mm) => CIP - .22 Long Rifle (LR) / .22 lang für Büchse (5,6 × 16 mm R) - .22 Z Zimmerstutzen - .22 Winchester Magnum (WMR) - .22 Hornet - .22 K-Hornet - .22 Nosler - .22-243 - .22-250 Remington - .22 PPC - .22 BR - .22-3000 - .219 Zipper - .220 Swift - .221 Remington Fireball - .222 Remington - .222 Remington Magnum - .223 Remington (5,56 × 45 mm NATO) - .223 WSSM - .224 Weatherby Magnum - .225 Winchester - .226 JDJ - .243 Winchester - .243 WSSM - .240 Weatherby Magnum - .240 Apex - .244 H&H Magnum - .25-20 Winchester - .256 Winchester Magnum - .256 Newton - .25-35 Winchester / 6,5 × 52 mm R - .25 Remington - .250-3000 Savage - .25 WSSM - .25-06 Remington - .257 Roberts (.257 Roberts +P) - .257 Roberts Improved - .257 Weatherby Magnum - .257 JDJ - .26 Nosler - .260 Remington - .264 Winchester Magnum - .27 Nosler - .270 Winchester - .270 WSM - .270 Weatherby Magnum - .270 JDJ - .275 H&H Magnum - .276 Pedersen - .277 Fury - .277 Wolverine - .28 Nosler - .280 Remington - 0 JDJ - 0 Ross - 4 Winchester - 7/230 Morris kurz | - .30-03 - .30-06 JDJ - .30-06 Springfield => CIP - .30 Carbine => CIP - .30 Newton - .30 Nosler - .30-378 Weatherby Magnum - .30 R Blaser / 7,62 × 68 mm R => CIP - .30 Remington - .30 WCF / .30-30 Winchester - .30-40 Krag (.30 Army) => CIP - .30 USA - .300 AAC Blackout - .300 Dakota - .300 H&H Magnum - .300 ICL Grizzly - .300 Pegasus - .300 Remington Ultra Mag => CIP - .300 Ruger Compact Magnum - .300 Savage - .300 Weatherby Magnum - .300 Winchester Magnum => CIP - .300 Whisper - .300 WSM - .303 British - .303 Savage - .307 Winchester - .308 Norma Magnum - .308 Winchester (7,62 × 51 mm NATO) => CIP - .309 JDJ - .318 Westley Richards - .32 Remington - .32-20 WCF (.32 WCF/.32-20 Winchester/.32-20 Marlin/.32 Colt Lightning) => CIP - .32-40 Winchester - .32 Winchester self loading - .32-40 Ballard - .32 Winchester Special - .325 WSM - .33 Nosler - .33 Winchester (.33 WCF) - .330 Dakota - .338-378 Weatherby Magnum - .338 × 57 O’Connor - .338-06 A-Square - .338 Federal - .338 JDJ - .338 Lapua Magnum => CIP - .338 Norma Magnum => CIP - .338 Remington Ultra Magnum - .338 Ruger Compact Magnum - .338 Weatherby RPM - .338 Whisper (Serie 1) - .338 Whisper (Serie 2) - .338 Winchester Magnum => CIP - .340 Weatherby Magnum - .348 Winchester - .35 Newton - .35 Remington - .35 Whelen - .35 Winchester - .350 Legend - .350 Remington Magnum - .351 Winchester self loading - .356 Winchester - .357 Magnum => CIP - .358 JDJ - .358 Winchester - .358 Norma Magnum | - .360 Buckhammer - .375 Dakota - .375 Holland & Holland Magnum - .375 JDJ - .375 Magnum Flanged - .375 Rangsh. M. - .375 Remington Ultra Magnum - .375 Ruger - .376 Steyr - .375 Weatherby Magnum - .375 Whelen (.375-06) - .375 Whisper (Serie 2) - .375 Winchester - .378 Weatherby Magnum - .38-40 Winchester - .38-55 Winchester - .400 Nitro Express - .400/350 Nitro Express - .400/360 Nitro Express - .400 Holland & Holland - .400 H&H Magnum - .40-60 Remington - .40-65 Winchester - .40-90 Sharps (Necked) - .40-100 Sharps (Necked) - .401 Winchester self loading - .404 Rimless - .404 Jeffery / 10,75 × 73 mm - .405 Winchester - .408 Chey Tac => CIP - .416 Whisper (Serie 2) - .416 JDJ - .416 Taylor - .416 Rigby - .416 Remington Magnum - .416 Weatherby Magnum - .416 Nitro Express - .416 Barrett - .425 Westley Richards - .433 French Gras siehe 11 × 59 mm R - .44 Henry / 11 × 23 mm R - .44-40 WCF - .44-77 Sharps - .44-77 Remington - .44-90 Sharps (Necked) - .44-90 Remington - .44-100 Sharps (Necked) - .44-100 Ballard - .44-105 Sharps (Necked) - .44 Remington Magnum => CIP - .444 Marlin | - .45-70 Government - .45-75 Sharps - .45-75 Winchester - .45-90 Sharps (Straight) - .45-100 Ballard - .45-100 Sharps (Straight) - .45-110 Sharps (Straight) - .45-120 Sharps (Straight) - .45-125 Sharps (Straight) - .450 Marlin - .450 Watts Magnum - .450 Rigby - .450 Dakota - .450 Martini-Henry - .450 Nitro Express - .45 Blaser - .45 R Blaser - .458 SOCOM - .458 Winchester Magnum - .460 Weatherby Magnum - .465 Holland & Holland - .465 H&H Magnum - .465 Nitro Express - .470 Nitro Express - .50 Beowulf - .50-70 Government - .50-90 Sharps - .50-100 Sharps - .50-110 Sharps - .50-120 Sharps - .50-140 Sharps - .50 BMG (12,7 × 99 mm NATO) - .50 Peacekeeper - .500/416 Nitro Express - .500/450 Nitro Express - .500/465 Nitro Express - .500 Jeffrey/Schüler - .500 Black Powder - .500 Jeffrey Nitro Express - .500 Nitro Express - .500 Nitro Express 3" - .505 Gibbs - .510 Whisper - .510 DTC Europ - .55 Boys - .577 Nitro Express - .577 Tyrannosaur (.577 T-Rex) - .577 Snider (metrisch 14,7 × 50 mm R) - .577 Martini-Henry - .577/450 Martini-Henry - .577 REWA - .585 Nyati - .600 Nitro Express (metrisch 15,75 × 76,2 mm R) => CIP - .600 REWA - .606 Mammoth - .700 Nitro Express (metrisch 17,8 × 88,9 mm R) => CIP - .950 JDJ - 4 Bore Rifle (metrisch 25,4 × 101,5 mm R) => CIP |

### Büchsenmunition in mm
| … bis 6 mm | 6 mm bis 7 mm | 7 mm bis 9 mm | 9 mm bis … |
| --- | --- | --- | --- |
| - 4,6 × 30 mm => CIP - 4,6 × 36 mm CETME - 5 mm / 35 SMc => CIP - 5,45 × 39 mm (M74) => CIP - 5,56 × 45 mm NATO / .223 Remington - 5,6 × 35 mm R auch bekannt als .22 Vierling => CIP - 5,6 × 39 mm => CIP - 5,6 × 50 mm R Magnum - 5,6 × 50 mm Magnum => CIP - 5,6 × 52 mm R / .22 Savage Hi-Power - 5,6 × 57 mm => CIP - 5,6 × 57 mm R - 5,6 × 61 mm S. E. v. H. - 5,6 × 61 mm R S. E. v. H. - 5,7 × 28 mm - 5,7 mm VCC (Voere hülsenlos) - 5,8 × 42 mm - 6 mm BR Farè => CIP - 6 mm BR Norma => CIP - 6 mm BR Remington => CIP - 6 mm BRX - 6 mm XC - 6 mm PPC - 6 mm Whisper - 6 mm Dasher - 6 × 35 mm - 6 × 45 mm / 6 mm/223 - 6 × 47 mm / 6 mm/222 Mag - 6 × 50 mm R Scheiring - 6 mm Remington (.244 Remington) - 6 mm-284 - 6 mm-06 - 6 × 62 mm Freres - 6 × 62 mm R - 6 mm JDJ - 6 × 70 mm R | - 6,3 × 33 mm R Winchester - 6.5 Weatherby RPM - 6,5 mm Whisper - 6,5 × 39 mm (RU) => CIP - 6,5 mm Grendel (6,5×39 USA) - 6,5 × 47 mm - 6,5 mm Creedmoor (6,5×48 USA) - 6,5 × 50 mm HR (6,5×50 mm Arisaka) - 6,5 × 50 mm R Magnum - 6,5 × 52 mm Carcano - 6,5 × 52 mm R - 6,5 mm JDJ - 6,5 × 54 mm Mannlicher-Schoenauer => CIP - 6,5 × 54 mm Mauser => CIP - 6,5 × 55 mm - 6,5 × 57 mm - 6,5 × 57 mm R - 6,5 mm Remington Magnum - 6,5 × 58 mm R - 6,5 × 63 mm Messner - 6,5 × 65 mm - 6,5 × 65 mm R - 6,5 × 68 mm - 6,5-284 - 6,5 × 70 mm R - 6,8 × 51 mm (.277 Fury) - 6,8 mm Remington SPC - 6.8 Western - 7 mm Whisper - 7-30 Waters - 7 mm-08 Remington - 7 × 33 mm Sako (7×33 Finnish) - 7 × 57 mm (.275 Rigby) - 7 × 57 mm R - 7 × 61 mm Sharpe & Hart - 7 × 64 mm (Brenneke) - 7 × 65 mm R - 7 × 66 mm SE vom Hofe - 7 × 73 mm vom Hofe - 7 × 75 R SE v.H. - 7 mm WSM - 7 mm Remington SA Ultra Mag - 7 mm BR Remington - 7 mm Remington Magnum - 7 mm Weatherby Magnum - 7 mm Dakota - 7 mm JDJ - 7 mm STE - 7 mm STW - 7 mm Remington Ultra Magnum | - 7,35 × 52 mm - 7,5 mm GP 90 (7,5×53,5 mm) - 7,5 × 54 mm (mod. 1929) - 7,5 × 55 mm Swiss (7,5×55 mm Schmidt-Rubin/7,5×55 mm Schweizer Ordonnanz/7,5×55 mm/GP 11) - 7,5 × 57 mm MAS (mod. 1924) - 7,62 × 39 mm => CIP - 7,62 × 51 mm NATO (.308 Winchester) - 7,62 × 53 mm R => CIP - 7,62 × 54 mm R => CIP - 7,65 × 53 mm - 7,65 × 53 mm R - 7,7 × 58 mm Arisaka - 7,82 Lazzeroni Patriot - 7,82 Lazzeroni Warbird - 7,92 × 33 mm (7,92×33 mm Kurz/Pistolenpatrone 43) - 7,92 × 57 mm => CIP 8 x 57 IR - 7,92 × 57 mm => CIP 8 x 57 IRS - 7,92 × 94 mm für Panzerbüchse 38/39 - 7,92 × 107 mm P35 für Panzerbüchse Modell 1935 - 8 × 56 Mannlicher-Schoenauer - 8 mm JDJ - 8 × 50 mm R Lebel - 8 × 50 mm R Mannlicher - 8 × 56 mm R - 8 × 56 mm R port. Kropatschek - 8 × 57 I - 8 × 57 IR - 8 × 57 R 360 - 8 × 57 IS - 8 × 57 IRS - 8 × 58 R - 8 × 60 Spitz - 8 × 60 Guedes Mod.1885 - 8 × 64 S - 8 × 65 RS - 8 × 68 mm S => CIP - 8 × 72 R - 8 × 75 RS - 8 mm Remington Magnum - 8,15 × 46 mm R | - 9 × 39 mm - 9 × 56 mm Mannlicher-Schoenauer - 9 × 45 mm - 9 × 57 mm - 9 × 57 mm R - 9,3 × 62 mm => CIP - 9,3 × 64 mm (9,3×64 mm Brenneke) => CIP - 9,3 × 66 mm Sako (.370 SakoMag) - 9,3 × 70 mm DWM - 9,3 × 72 mm R - 9,3 × 74 mm R - 9,3 × 75 mm R Nimrod - 9,5 × 57 mm Mannlicher-Schoenauer / .375 Rimless Nitro Express - 9,5 × 60 mm R Türkisch Mauser 1887 - 9,5 × 66 mm SE vom Hofe - 10 × 35 mm Vetterli - 10,3 × 60 R - 10,3 × 68 Magnum (10,3×68 Mag.) - 10,4 mm Vetterli - 10,75 × 68 mm - 11 × 36 mm R (Werndl / OEWG) - 11 × 42 mm R (Werndl / OEWG) - 11 × 58 mm R (Werndl / OEWG) - 11 × 59 mm R Gras Modell 1874 - 11 × 60 mm Mannlicher - 11 × 60 mm Mauser Model 1871 - 12,7 × 99 mm NATO (Raufoss Mk 211) - 12,7 × 108 mm - 13 × 92 mm HR - 14 × 33 mm R (14x33 mm Wänzl) - 14,5 × 114 mm - 14,5 mm JDJ - 14,7 × 50 mm R siehe .577 Snider - 15,2 mm Steyr (mit Flechet) |

## Flintenmunition
| inch | gauge                                                                                 | gauge |
| --- | ------------------------------------------------------------------------------------- | --- |
| - .410/50 (36/50) - .410/65 (36/65) - .410/70 - .410/73 (36/73) - .410/73 Magnum (36/73 Magnum) - .410/76 (36/76) | - 32/ - 28/ - 24/ - 20/76 - 20/70 - 20/67,5 - 20/65 - 16/70 - 16/67,5 - 16/67 - 16/65 | - Kaliber 12 => CIP - 12/89 - 12/78 - 12/76 Magnum - 12/70 - 12/67,5 - 12/67 - 12/65 - 12/63,5 - 10/89 - 10/76 - 8/100 |

Des Weiteren gibt es Schrotmunition in den Kalibern .22 Long Rifle, .22 Winchester Magnum, in weiteren Pistolen- und Revolverkalibern sowie im Kaliber 9 mm Flobert. Wenig gebräuchlich sind die Flintenkaliber 24, 28 und 32.

## Pistolenmunition
| inch | mm |
| --- | --- |
| - .25 NAA - .25 ACP (6,35 mm Browning) - .30 Carbine - .30 Super Carry - .32 NAA - .32 ACP (7,65 mm Browning) - .32 S & W - .32 S&W Long - .357 SIG - .38 ACP / .38 Auto (9×23 mm Steyr) - .38 Super (.38 Super Auto) - .380 ACP (weitere im Artikel) - .38 S&W - .40 S&W (10,0×21 mm) - .40 Super - .400 Corbon - .41 Action Express - .429 DE - .44 Auto Mag - .44 Webley (.442 RIC) - .45 Super - .45 GAP - .45 ACP (.45 Auto) - .45 Auto Rim - .45 Winchester Magnum - .455 Webley (.445 Eley) - .460 Rowland - .480 Ruger - .50 GI - .50 Action Express (Israel) => CIP | - 4,5 × 26 mm - 4,6 × 30 mm - 5,45 × 18 mm - 5,7 × 28 mm - 6,35 mm Browning (.25 ACP) - 7 mm Nambu - 7 mm T/CU - 7-30 Waters - 7,62 × 25 mm Tokarew M1930 (7,62 × 25 mm TT / 7,62 mm Tokarew / .30 Tokarev) - 7,63 × 25 mm (7,63 mm Mauser / 7,63 × 25 mm Mauser / .30 Mauser) - 7,62 × 42 mm SP-4 - 7,62 × 45 mm SP-16 - 7,65 × 20 mm - 7,65 × 25 mm Borchardt - 7,65 × 21 mm Luger (weitere im Artikel) - 7,65 mm long (French) - 7,65 mm Mannlicher - 7,65 mm Browning (.32 ACP) - 8 mm Nambu - 8 mm Mauser - 8 mm Roth-Steyr - 9 mm Kurz (.380 ACP / 9×17 mm / 9 mm Browning Short) - 9 × 18 mm (9 mm Makarow / 9,2 × 18 mm) - 9 × 18 mm Police (9 mm Ultra) - 9 × 19 mm (9 mm Luger / 9×19 mm Parabellum / 9×19 mm NATO) - 9 mm Browning Long (9 × 20 mm SR) - 9 mm Glisenti - 9 mm IMI (9 × 21 mm) - 9 × 22 mm (.357 SIG) - 9 mm Steyr (9×23 mm Steyr) - 9 mm Largo (9×23 mm Largo, 9 mm Bergmann-Bayard) - 9 mm Winchester Magnum - 9 × 25 mm Dillon - 9 × 25 mm Mauser - 9,8 mm Auto Colt - 10 mm Auto |

## Revolvermunition
| inch | mm |
| --- | --- |
| - .22 Reed Express - .22 Remington Jet (.22 Jet, .22 Centerfire Magnum) - .221 Remington Fireball - .230 Revolver - .256 Winchester Magnum - .30 Pedersen (.30 M1918) - .32 Randfeuer - .32 S&W - .32 S&W Long (.32 Colt New Police) - .32 Short Colt - .32 Long Colt - .32 H&R Magnum - .32-20 Winchester / .32 WCF / .32-20 Marlin (.32 Colt Lightning) - .38 Short Colt - .38 Long Colt - .38 S&W (.38 Colt New Police / .38 Super Police) - .38 Calibre - .380 Revolver - .38 Special (9×29 mm R) - .38 Special +P (9×29 mm R) - .38 Special +PP (9×29 R) - .38-40 Winchester (.38 WCF) - .357 Magnum (9×33 mm R) => CIP - .357 Remington Maximum - .357 SuperMag - .375 SuperMag - .400 Corbon - .41 S&W Special - .41 Remington Magnum - .414 SuperMag - .44 Henry (11×23 mm R) - .44-40 Winchester - .44 Special (.44 S&W Special) - .44 S&W Russian - .44 Remington Magnum => CIP - .44 S&W American - .442 Webley - .44 Bull Dog - .44 Colt - .445 SuperMag - .45 Schofield (.45 S&W Schofield / .45 S&W) - .45 Long Colt - .45-70 Government - .450 Revolver (.450 Adams) - .45 Webley - .455 Webley (.455 Webley Mk I / .455 Revolver / .455 Colt / .455 Colt Mk I) - .455 Webley Mk II (.455 Revolver Mk II / .455 Colt Mk II / .455 Eley) - .45 S&W - .45 Winchester Magnum - .454 Casull - .460 S&W Magnum - .460 Rowland - .475 Linebaugh => CIP - .475 Wildey Magnum - .476 Eley (.476 Enfield Mk3) - .480 Ruger - .499 Linebaugh - .500 S&W Special - .500 S&W Magnum - .50 Remington (M71 Army) - .50 GI - .500 Linebaugh - .55 Boxer | - 5,75 Velo Dog long - 7,5 mm Schweizer Ordonnanz M82 (7,5×22,5 mm R) - 7,5 mm Nagant M1887 (7,5×22,5 mm R) - 7,62 mm Nagant (7,62×38 R / 7,62×38 mm Nagant) - 7,65 mm Longue (7,65 mm MAS / 7,65 mm Long) - 8 mm French Ordnance (8 mm Lebel Revolver) - 8 mm Nagant - 8 × 27 mm Rast & Gasser (Rast & Gasser M1898) - 10,4 mm Italian Revolver - 10,6mm Deutscher Reichsrevolver - 11 × 17 mm R (11 mm French Ordnance) - 13 mm Gyrojet |

## Kleinkalibermunition
- .17 PMC/Aguila
- .17 Mach 2
- .17 Hornady Magnum Rimfire (HMR)
- .22 WRF
- .22 BB
- .22 CB
- .22 kurz (.22 Short)
- .22 lang (.22 Long)
- .22 lfB (.22 lr)
  - .22 lfB (lr) Subsonic
  - .22 lfB (lr) HV
  - .22 lfB (lr) Stinger
  - .22 lfB (lr) Schrot
- .22 Winchester Magnum (.22 WMR)

## Zimmermunition
- 2 mm Kolibri (2,7 × 9 mm – kleinste je hergestellte Zentralfeuermunition)
- 2,34 mm
- 3 mm Kolibri
- 4 mm M 20 Zentralfeuer
- 4 mm kurz
- 4 mm lang
- 4,25 mm Liliput
- 6 mm Flobert
- 9 mm Flobert
- 9 mm Doppelschrot

## Kalibergruppen
Gelegentlich werden Kaliber gruppiert. Beispielsweise sind Kaliber aus der Gruppe die historisch mit 3-Linien gemessen wurden, als heutige 7,62-mm-Kaliber bekannt. „Drei-Linien-Gewehr“ ist bis in das 21. Jahrhundert als Beiname für das Gewehr  Mosin-Nagant im Kaliber 7,62 mm bekannt. Im anglo-amerikanischen Raum existieren etliche nahe Kaliber von .303 Britisch über .30*er Kaliber bis .308 Winchester, die den gleichen Geschossdurchmesser von 7,62 mm haben und in oben stehenden Listen zu finden sind.
Selten werden Kaliber mit entwicklungstechnischer Verwandtschaft wie bei 11 × 36 mm R gemeinsam mit einer Benennung geführt.

## Abkürzungen
| Abkürzung             | Bedeutung                              |
| --------------------- | -------------------------------------- |
| ACP                   | Automatic Colt Pistol                  |
| AE                    | Action Express                         |
| Auto                  | Automatik (für Selbstladewaffen)       |
| AutoMag (Auto. Mag.)  | Automatik Magnum                       |
| BAR                   | Browning Automatic Rifle               |
| BMG                   | Browning Machine Gun                   |
| DWM                   | Deutsche Waffen- und Munitionsfabriken |
| GAP                   | Glock Automatic Pistol                 |
| H&H                   | Holland & Holland                      |
| HMR                   | Hornady Magnum Rimfire                 |
| HV                    | High Velocity                          |
| I                     | Infanterie                             |
| IRS                   | Infanterie Rand Spitz                  |
| IR                    | Infanterie Rand                        |
| lfB                   | lang für Büchse                        |
| lr                    | long rifle                             |
| Mk (Mk X, MkX)        | Mark                                   |
| NAA                   | North American Arms                    |
| R (X,XX × XX R)       | Rand (Rim)                             |
| S&W                   | Smith & Wesson                         |
| SIG                   | Schweizerische Industrie-Gesellschaft  |
| SuperMag (Super Mag.) | Super Magnum                           |
| WCF                   | Winchester Centerfire                  |
| WMR                   | Winchester Magnum Rimfire              |
| WRF                   | Winchester Rimfire                     |
| WSM                   | Winchester Short Magnum                |
| WSSM                  | Winchester Super Short Magnum          |

| Abkürzung | Bedeutung   | Bedeutung             |
| englisch  | deutsch     |                       |
| --------- | ----------- | --------------------- |
| ohne      | rimless     | Randlos               |
| R         | rimmed      | mit Rand              |
| SR        | semi rimmed | mit Halbrand (HR)     |
| B         | belted      | mit Gürtel            |
| RB        | rebated     | mit eingezogenem Rand |

## Organisationen: Prüfung, Normung, Dokumentation
International sind mehrere Organisationen mit der Erprobung, Zulassung, Spezifikation und Dokumentation von Patronen für Feuerwaffen engagiert. Insbesondere sind dies die Beschussämter der Staaten der europäischen Union und weiterer Staaten, deren informelle Dachorganisationen die C.I.P. (Commission Internationale Permanente pour l’Epreuve des Armes à Feu Portatives), (engl. Permanent International Commission for Firearms Testing) ist. In Deutschland werden jeweils Munitionslose mit bis 3000 Patronen geprüft.  Im Bereich der USA ist die SAAMI (Sporting Arms and Ammunition Manufacturers’ Institute) als nichtstaatliche, Herstellerorganisation mit ähnlichen Aufgaben befasst.

## Mehrfachbezeichnungen und Zuordnungsschemata
Wegen der häufigen Mehrfachbezeichnungen von Patronen haben sich verschiedene Codes zur Identifizierung von bestimmten Patronen etabliert. Am besten kann das beispielhaft für eine Patrone gezeigt werden:
.45 Colt
.45 Long Colt
.45 Long Colt Double Action
.45 Long Colt D.A.
.45 Colt Army Double Action
.45 Colt Long
.45 Colt USA
.45-40-250 Colt Revolver
SAA 7690
EB 430
(11,43 × 33 R)
XCR 11 032 CBC 020
Alle obigen Bezeichnungen bedeuten ein und dieselbe Patrone, die Mehrfachbezeichnungen sind historisch entstanden und weisen auf unterschiedliche Laborierungen und Hersteller der Patrone hin.
- Herstellerpatronenbezeichnungen werden von C.I.P. zur Zulassung übernommen.

- SAA Bezeichnungen sind Bezeichnungen der SAAMI[5]

- Metrische Bezeichnungen ermöglichen den Vergleich und die Zuordnung der Patronen

- XCR Die European Cartridge Research Association (E.C.R.A.) hat die XCR Codierung (XCR bedeutet Extended Cheinisse Regenstreif Code)[6] für Patronen festgelegt, mit deren Hilfe jede Patronen mit einem Code eindeutig zugeordnet werden kann. Allerdings ist dieses System kompliziert und wenig verbreitet. Außerdem sind beispielsweise für die Patrone 8 × 57 IS unter dem XCR Code 08-057-BGC-110 viele unterschiedliche Varianten wie Exerzier-, Übungs-, Treib-, Beobachtungs-, Werkzeug-, Pufferpatronen etc. bekannt[7].